# Babylon VIII
De achtste dynastie van Babylon bestaat voornamelijk uit  één heerser, nl. Nabu-mukin-apli die vrij lang, van 977 tot 942 v.Chr. regeerde. In zijn tijd had Babylonië veel te stellen met oprukkende Aramese stammen. Het is mogelijk dat met hem de zesde dynastie opnieuw op de troon kwam, omdat hij zijn oudste zoon Ninurta-kudduri-usur (II) noemde, mogelijk was hij zelf een zoon van Ninurta-kudurri-usur I van Babylon VI. 
Na Nabu-Mukin-Apli volgden twee zoons van hem op, nl. Ninurta-kudurri-usur II die slechts 8 maanden 12 dagen regeerde en
Mar-biti-ahhe-iddina waarvan we zo goed als niets weten.

Mar-biti-ahhe-iddina werd opgevolgd door Shamash-mudammiq die tot de negende dynastie gerekend wordt. Zijn afstamming is geheel onduidelijk. Ondanks het gebrek aan verwantschap worden de achtste en negende dynastie ook wel samen tot één dynastie gerekend die als "dynastie E" bekend staat.
Babylon I · Babylon II · Babylon III · Babylon IV · Babylon V · Babylon VI · Babylon VII · Babylon VIII · Babylon IX · Babylon X · Babylon XI
Zie ook: Babylon · Geschiedenis van Babylon